# Georgism

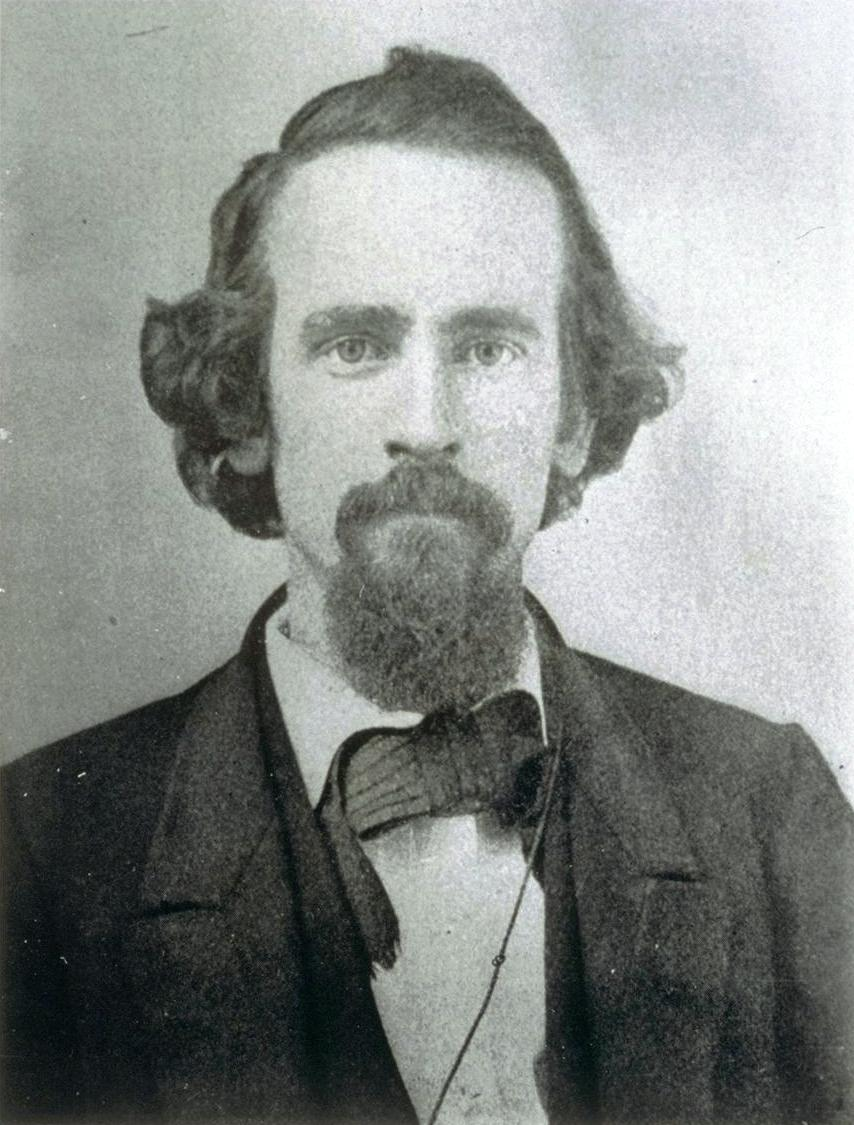
Henry George

Georgism, uppkallad efter amerikanen Henry George (1839-1897), är en politisk filosofi som menar att alla bör ha äganderätt till det de själva skapar, men att naturresurser, främst jord och mark, tillhör alla människor. Georgism kallas ibland även för geoism.

## Huvudsakliga tankegångar
Henry George är mest känd för sin tanke om att jordränta bör delas jämlikt av hela samhället snarare än att tillfalla ett fåtal individer. Det tydligaste klargörandet av denna ståndpunkt finns i Progress and Poverty: "We must make land common property." Detta skulle visserligen kunna göras genom att socialisera jorden och sedan hyra ut den, men George föredrog personligen att införa en jordskatt, dels eftersom detta skulle utgöra en mindre kontroversiell och omvälvande förändring i ett land där jordrättigheter redan delats ut till individer. Med hjälp av inkomsterna från denna enhetliga skatt skulle staten kunna undvika att beskatta andra former av inkomst, rikedom eller transaktioner. Införandet av denna skatt skulle få som resultat att värdet av jordrättigheter skulle falla, men George var inte villig att kompromissa med inställningen att jordägarna skulle kompenseras, då han såg en parallell med den tidigare debatten om att kompensera tidigare slavägare.
Georgister menar att all ränta som fås från naturresurser (jord, mineraltillgångar, luftkorridorer, utsläppsrätter, fiskekvoter, omloppsbanor i rymden etc.) bör tillfalla samhället snarare än en privat ägare, och att inga andra skatter eller nedtyngande ekonomiska regleringar bör finnas. Då de andra skatterna skulle ersättas med jordskatten skulle denna bli hög och värdet på jordrättigheter skulle sjunka i motsvarande grad. Priset på jord som arrenderas vidare skulle inte förändras, om man antar att arrendet redan är den högsta arrendatorn är villig att betala, i enlighet med ett resonemang i Nationernas välstånd av Adam Smith.
En jordskatt i Georges mening skulle enligt den etablerade nationalekonomin vara effektiv. Milton Friedman instämmer i att Henry Georges jordskatt skulle vara potentiellt välgörande eftersom den, i motsats till andra skatter, inte tynger ned ekonomin, och därmed stimulerar en snabbare ekonomisk tillväxt. Synen på jord som gemensam egendom passar väl in i den moderna miljörörelsens uppfattning, och vissa har förespråkat en ekologisk skattereform som en ersättning för nuvarande regleringar. Detta skulle innefatta skatter för utnyttjande av jord och naturresurser, inklusive omfattande skatter eller avgifter för föroreningar.

## Synonymer och varianter
Många tidiga förespråkare för georgistiska tankegångar kallade sig Single Taxers, en beteckning som George ansåg som en korrekt beskrivning av rörelsens huvudsakliga mål - att ersätta alla skatter med en enhetlig jordskatt. I modern tid betonar vissa Henry George-inspirerade grupper i högre grad ekologism, medan andra ställer hans ekonomiska idéer i förgrunden.
I och med att världen har blivit mer komplex, inte minst ekonomiskt sett, och staten har vuxit och blivit en större del av den ekonomiska sfären, har en abrupt förändring till en enhetlig jordskatt sett allt mer besvärlig ut, och termen "georgist" har kommit i mode. Denna mer generella term används för att beteckna strävanden efter att eliminera orättvisa och ekonomiskt destruktiva skatter på ekonomisk aktivitet, genom att erövra räntan för jord till förmån för hela samhället.
Vissa anhängare trivs inte med beteckningen "georgist". Henry George är inte särskilt välkänd idag och tanken om en enhetlig skatt på jord fanns före honom. Vissa använder istället termen "geoism", där prefixet "geo" medvetet har en vag mening. Andra namn som har föreslagits och använts är "Earth Sharing", "geonomics", "geolibertarianism" och "geoanarchism" (rörelsen är mest inflytelserik i USA varför namnen är på engelska). Dessa termer reflekterar vissa teoretiska meningsskiljaktigheter och betoningar, och ibland rentav olika idéer om hur jordräntan ska spenderas, men alla är eniga om att räntan bör erövras från dess privata mottagare.

## Influenser
Under dess mest framgångsrika dagar grundades flera mindre samhällen i enlighet med georgistiska principer. Två sådana samhällen existerar än idag, Arden, Delaware, som grundades av Frank Stephens och Will Price år 1900, och Fairhope, Alabama, som grundades 1894.
Den tyska kolonin Kiautschou (även känd som Kiaochow) i Kina implementerade georgistiska principer. Där var statens enda inkomstkälla en jordskatt på sex procent. Kolonin existerade mellan 1898 och 1914.
I Storbritannien försökte den liberala regeringen 1909 implementera Georges idéer som den i programmet People's Budget. Detta orsakade en kris som indirekt ledde till reform av Storbritanniens överhus. Georgistiska idéer fick även ett visst inflytande i Australien, Hongkong, Singapore, Sydafrika, Sydkorea och Taiwan. I dessa länder finns fortfarande en form av jordskatt liknande den georgistiska kvar.
I Danmark har det georgistiska partiet Retsforbundet tidigare fått in representanter i Folketinget. Partiet ingick även i en center-vänster-regering 1957-60 och hade representanter i EU-parlamentet 1978-79.
I det amerikanska presidentvalet 2004 nämnde Ralph Nader Henry George i sin politiska plattform.

## Kritik
Även om båda ställde sig bakom arbetarklassens rättighetskrav så var Henry George och Karl Marx antagonister. Marx betraktade georgismen som ett steg bakåt från utvecklingen till kommunismen. Han menade att "The whole thing is...simply an attempt, decked out with socialism, to save capitalist domination and indeed to establish it afresh on an even wider basis than its present one." Marx kritiserade även teoribildningens betoning på värdet av jord, och hävdade att "His fundamental dogma is that everything would be all right if ground rent were paid to the state."
Henry George menade å sin sida att Marx idéer i praktiken skulle leda till diktatur. Fred Harrison har sammanställt en text över marxistiska argument mot georgismen i "Gronlund and other Marxists - Part III: nineteenth-century Americas critics" i tidskriften American Journal of Economics and Sociology, (nov 2003).

## Kända georgister
- William F. Buckley, Jr.[10]
- Winston Churchill[11]
- Clarence Darrow[12]
- Henry Ford[13]
- David Lloyd George[källa behövs]
- George Grey [14]
- Walter Burley Griffin[15]
- William Morris Hughes
- Mumia Abu-Jamal[16]
- Tom L. Johnson
- Wolf Ladejinsky[17]
- Francis Neilson
- Albert Jay Nock
- Sun Yat-sen[18]
- Herbert Simon
- Lev Tolstoj[19]
- Mark Twain[20]
- William Simon U'Ren
- William Vickrey[21]
- Blas Infante, Father of Andalusia[22]

### Artiklar
- The only economic reform worth talking about